# North Ayrshire
North Ayrshire (en gaélico escocés: Sìorrachd Inbhir Air a Tuath) es un concejo de Escocia (Reino Unido). Su superficie dentro de la isla de Gran Bretaña está del concilio tradicional de Ayrshire, y está rodeada por las áreas de Inverclyde, Renfrewshire, East Ayrshire, y South Ayrshire. También contiene la isla de Arran (en el concilio tradicional de Buteshire) y algunas otras islas del sur de fiordo de Clyde, incluyendo Great Cumbrae y Little Cumbrae.
El área fue creada en 1996 y es sucesora del distrito de Cunninghame.

## Pueblos y ciudades

### Gran Bretaña
- Ardrossan
- Beith
- Dalry
- Dreghorn
- Fairlie
- Irvine
- Kilbirnie
- Kilwinning
- Largs
- Portencross
- Saltcoats
- Seamill
- Skelmorlie
- Springside
- Stevenston
- West Kilbride

### Isla de Arran
- Brodick
- Blackwaterfoot
- Lamlash
- Lochranza

### Islas Cumbraes
- Millport

### Localidades con población (año 2016)
- Ardrossan 10.670
- Beith 6.040
- Brodick 890
- Dalry 5.360
- Dreghorn 3.540
- Fairlie 1.400
- Irvine 34.090
- Kilbirnie 7.340
- Kilwinning 16.460
- Lamlash 1.120
- Largs 11.260
- Millport 1.220
- Saltcoats 12.640
- Skelmorlie 2.060
- Springside 1.250
- Stevenston 9.230
- West Kilbride 4.700
- Whiting Bay 620[5]

## Educación

### Escuelas en North Ayrshire
- Ardrossan Academy, Ardrossan
- St Andrew's Academy, Saltcoats (combinada con la St Matthew's Academy)
- Kilwinning Academy, Kilwinning
- St Michael's Academy, Kilwinning (combinada con la St Matthew's Academy)
- Greenwood Academy, Irvine
- Irvine Royal Academy, Irvine
- Auchenharvie Academy, Stevenston
- Largs Academy, Largs
- St Matthew's Academy, Saltcoats

## Lugares de Interés
- Clyde Muirshiel Regional Park
- Eglinton Country Park, Irvine